# Liste der Mitglieder der Nationalversammlung von Mauritius (2010–2014)
Diese Liste enthält die Abgeordneten der Nationalversammlung (Mauritius) nach den Wahlen 2010:

## Liste der Abgeordneten
| Abgeordneter                                                                  | Wahlkreis                                                  | Partei                                | Modus      | Bevölkerungsgruppe |
| ----------------------------------------------------------------------------- | ---------------------------------------------------------- | ------------------------------------- | ---------- | ------------------ |
| Marie Arianne Navarre (auch Arianne Navarre)                                  | Wahlkreis 1 (Grand River North West and Port Louis West)   | Alliance MMM-UN-MMSD                  | Gewählt    | General Population |
| Jean-Claude Barbier                                                           | Wahlkreis 1 (Grand River North West and Port Louis West)   | Alliance MMM-UN-MMSD                  | Gewählt    | General Population |
| Vedasingam Vasudeva Chariar Baloomoody (auch Veda Balamoody)                  | Wahlkreis 1 (Grand River North West and Port Louis West)   | Alliance MMM-UN-MMSD                  | Gewählt    | Hindu              |
| Ahmed Rashid Beebeejaun                                                       | Wahlkreis 2 (Port Louis South and Port Louis Central)      | Alliance PTR-PMSD-MSM                 | Gewählt    | Muslim             |
| Muhammad Reza Cassam Uteem                                                    | Wahlkreis 2 (Port Louis South and Port Louis Central)      | Alliance MMM-UN-MMSD                  | Gewählt    | Muslim             |
| Abdullah Hafeez Hossen                                                        | Wahlkreis 2 (Port Louis South and Port Louis Central)      | Alliance PTR-PMSD-MSM                 | Gewählt    | Muslim             |
| Sayed Muhammad Aadil Ameer meea                                               | Wahlkreis 3 (Port Louis Maritime and Port Louis East)      | Alliance MMM-UN-MMSD                  | Gewählt    | Muslim             |
| Shakeel Ahmed Yousuf Abdul Razack Mohamed                                     | Wahlkreis 3 (Port Louis Maritime and Port Louis East)      | Alliance PTR-PMSD-MSM                 | Gewählt    | Muslim             |
| Cehl Mohamad Fakeemeeah                                                       | Wahlkreis 3 (Port Louis Maritime and Port Louis East)      | F.S.M. (Front Solidarite Mauricienne) | Gewählt    | Muslim             |
| Maria Francesca Mireille Martin                                               | Wahlkreis 4 (Port Louis North and Montagne Longue)         | Alliance PTR-PMSD-MSM                 | Gewählt    | General Population |
| Georges Pierre Lesjongard (auch Joe Lesjongard)                               | Wahlkreis 4 (Port Louis North and Montagne Longue)         | Alliance MMM-UN-MMSD                  | Gewählt    | General Population |
| Kalyanee Bedwantee Juggoo                                                     | Wahlkreis 4 (Port Louis North and Montagne Longue)         | Alliance PTR-PMSD-MSM                 | Gewählt    | Hindu              |
| Navinchandra Ramgoolam (auch Navin Ramgoolam)                                 | Wahlkreis 5 (Pamplemousses and Triolet)                    | Alliance PTR-PMSD-MSM                 | Gewählt    | Hindu              |
| Satyaprakash Ritoo (auch Devanand Ritoo)                                      | Wahlkreis 5 (Pamplemousses and Triolet)                    | Alliance PTR-PMSD-MSM                 | Gewählt    | Hindu              |
| Satya Veyash Faugoo (auch Satish Faugoo)                                      | Wahlkreis 5 (Pamplemousses and Triolet)                    | Alliance PTR-PMSD-MSM                 | Gewählt    | Hindu              |
| Ashit Kumar Gungah                                                            | Wahlkreis 6 (Grand Baie and Poudre D’or)                   | Alliance PTR-PMSD-MSM                 | Gewählt    | Hindu              |
| Lormus Bundhoo (auch Lormesh Bundhoo)                                         | Wahlkreis 6 (Grand Baie and Poudre D’or)                   | Alliance PTR-PMSD-MSM                 | Gewählt    | Hindu              |
| Mookhesswur Choonee (auch Rajesh Choonee)                                     | Wahlkreis 6 (Grand Baie and Poudre D’or)                   | Alliance PTR-PMSD-MSM                 | Gewählt    | Hindu              |
| Prateebah Koomaree Bholah                                                     | Wahlkreis 7 (Piton and Rivière du Rempart)                 | Alliance PTR-PMSD-MSM                 | Gewählt    | Hindu              |
| Balkissoon Hookoom                                                            | Wahlkreis 7 (Piton and Rivière du Rempart)                 | Alliance PTR-PMSD-MSM                 | Gewählt    | Hindu              |
| Devanand Virahsawmy (auch Deva Virahsawmy)                                    | Wahlkreis 7 (Piton and Rivière du Rempart)                 | Alliance PTR-PMSD-MSM                 | Gewählt    | Hindu              |
| Pravind Kumar Jugnauth                                                        | Wahlkreis 8 (Quartier Militaire and Moka)                  | Alliance PTR-PMSD-MSM                 | Gewählt    | Hindu              |
| Leela Devi Dookun-Luchoomun                                                   | Wahlkreis 8 (Quartier Militaire and Moka)                  | Alliance PTR-PMSD-MSM                 | Gewählt    | Hindu              |
| Surendra Dayal (auch Suren Dayal)                                             | Wahlkreis 8 (Quartier Militaire and Moka)                  | Alliance PTR-PMSD-MSM                 | Gewählt    | Hindu              |
| Anil Kumar Bachoo (auch Anil Baichoo)                                         | Wahlkreis 9 (Flacq and Bon Accueil)                        | Alliance PTR-PMSD-MSM                 | Gewählt    | Hindu              |
| Dhiraj Singh Khamajeet                                                        | Wahlkreis 9 (Flacq and Bon Accueil)                        | Alliance PTR-PMSD-MSM                 | Gewählt    | Hindu              |
| Prithivirajsing Roopun                                                        | Wahlkreis 9 (Flacq and Bon Accueil)                        | Alliance PTR-PMSD-MSM                 | Gewählt    | Hindu              |
| Rajeshwar Jeetah (auch Rajesh Jeetah)                                         | Wahlkreis 10 (Montagne Blanche and Grand River South East) | Alliance PTR-PMSD-MSM                 | Gewählt    | Hindu              |
| Jangbahadoorsing Iswurdeo Mola Roopchand Seetaram (auch Jim Jangbahadoorsing) | Wahlkreis 10 (Montagne Blanche and Grand River South East) | Alliance PTR-PMSD-MSM                 | Gewählt    | Hindu              |
| Sayyad Abd-Al-Cader Sayed-hossen                                              | Wahlkreis 10 (Montagne Blanche and Grand River South East) | Alliance PTR-PMSD-MSM                 | Gewählt    | Muslim             |
| Arvin Boolell                                                                 | Wahlkreis 11 (Vieux Grand Port and Rose Belle)             | Alliance PTR-PMSD-MSM                 | Gewählt    | Hindu              |
| Mahen Kumar Seeruttun                                                         | Wahlkreis 11 (Vieux Grand Port and Rose Belle)             | Alliance PTR-PMSD-MSM                 | Gewählt    | Hindu              |
| Sutyadeo Moutia (auch Max Moutia)                                             | Wahlkreis 11 (Vieux Grand Port and Rose Belle)             | Alliance PTR-PMSD-MSM                 | Gewählt    | Hindu              |
| Purmanund Hugroo (auch Mahen Hugroo)                                          | Wahlkreis 12 (Mahebourg and Plaine Magnien)                | Alliance PTR-PMSD-MSM                 | Gewählt    | Hindu              |
| Vasant Kumar Bunwaree                                                         | Wahlkreis 12 (Mahebourg and Plaine Magnien)                | Alliance PTR-PMSD-MSM                 | Gewählt    | Hindu              |
| Joseph Hugo Thierry Henry                                                     | Wahlkreis 12 (Mahebourg and Plaine Magnien)                | Alliance PTR-PMSD-MSM                 | Gewählt    | General Population |
| Maneswar Peetumber (auch Pradeep Peetumber)                                   | Wahlkreis 13 (Rivière des Anguilles and Souillac)          | Alliance PTR-PMSD-MSM                 | Gewählt    | Hindu              |
| Abu Twalib Kasenally (auch Abu Kasenally)                                     | Wahlkreis 13 (Rivière des Anguilles and Souillac)          | Alliance PTR-PMSD-MSM                 | Gewählt    | Muslim             |
| Tassarajen Pillay Chedumbrum (auch Cousiga Chedumbrum)                        | Wahlkreis 13 (Rivière des Anguilles and Souillac)          | Alliance PTR-PMSD-MSM                 | Gewählt    | Hindu              |
| Alan Ganoo                                                                    | Wahlkreis 14 (Savanne and Black River)                     | Alliance MMM-UN-MMSD                  | Gewählt    | Hindu              |
| Santi Baï Hanoomanjee (auch Maya Hanoomanjee)                                 | Wahlkreis 14 (Savanne and Black River)                     | Alliance PTR-PMSD-MSM                 | Gewählt    | Hindu              |
| Louis Herve Aimee                                                             | Wahlkreis 14 (Savanne and Black River)                     | Alliance PTR-PMSD-MSM                 | Gewählt    | General Population |
| Patrick Gervais Assirvaden                                                    | Wahlkreis 15 (La Caverne and Phoenix)                      | Alliance PTR-PMSD-MSM                 | Gewählt    | General Population |
| Showkutally Soodhun                                                           | Wahlkreis 15 (La Caverne and Phoenix)                      | Alliance PTR-PMSD-MSM                 | Gewählt    | Muslim             |
| Rihun Raj Hawoldar                                                            | Wahlkreis 15 (La Caverne and Phoenix)                      | Alliance PTR-PMSD-MSM                 | Gewählt    | Hindu              |
| Nandcoomar Bodha (auch Nando Bodha)                                           | Wahlkreis 16 (Vacoas and Floreal)                          | Alliance PTR-PMSD-MSM                 | Gewählt    | Hindu              |
| Sheilabai Bappoo (auch Sheila Bappoo)                                         | Wahlkreis 16 (Vacoas and Floreal)                          | Alliance PTR-PMSD-MSM                 | Gewählt    | Hindu              |
| Marie Noëlle Françoise Labelle                                                | Wahlkreis 16 (Vacoas and Floreal)                          | Alliance MMM-UN-MMSD                  | Gewählt    | General Population |
| Eric Joseph Raoul Guimbeau                                                    | Wahlkreis 17 (Curepipe and Midlands)                       | Alliance MMM-UN-MMSD                  | Gewählt    | General Population |
| Satish Boolell                                                                | Wahlkreis 17 (Curepipe and Midlands)                       | Alliance MMM-UN-MMSD                  | Gewählt    | Hindu              |
| Louis Steven Obeegadoo                                                        | Wahlkreis 17 (Curepipe and Midlands)                       | Alliance MMM-UN-MMSD                  | Gewählt    | General Population |
| Charles Gaetan Xavier Luc Duval (auch Xavier Duval)                           | Wahlkreis 18 (Belle Rose and Quatre Bornes)                | Alliance PTR-PMSD-MSM                 | Gewählt    | General Population |
| Kavydass Ramano                                                               | Wahlkreis 18 (Belle Rose and Quatre Bornes)                | Alliance MMM-UN-MMSD                  | Gewählt    | Hindu              |
| Kumaree Rajeshree Deerpalsing (auch Nita Deerpalsing oder Neeta Deerpalsing)  | Wahlkreis 18 (Belle Rose and Quatre Bornes)                | Alliance PTR-PMSD-MSM                 | Gewählt    | Hindu              |
| Paul Raymond Bérenger                                                         | Wahlkreis 19 (Stanley and Rose Hill)                       | Alliance MMM-UN-MMSD                  | Gewählt    | General Population |
| Darmarajen Nagalingum                                                         | Wahlkreis 19 (Stanley and Rose Hill)                       | Alliance MMM-UN-MMSD                  | Gewählt    | Hindu              |
| Lysie Nicole Ribot                                                            | Wahlkreis 19 (Stanley and Rose Hill)                       | Alliance MMM-UN-MMSD                  | Gewählt    | General Population |
| Rajesh Anand Bhagwan                                                          | Wahlkreis 20 (Beau Bassin and Petite Rivière)              | Alliance MMM-UN-MMSD                  | Gewählt    | Hindu              |
| Kee Chong Li Kwong Wing                                                       | Wahlkreis 20 (Beau Bassin and Petite Rivière)              | Alliance MMM-UN-MMSD                  | Gewählt    | Sino-Mauritian     |
| Jean Patrice France Quirin (auch Franco Quirin)                               | Wahlkreis 20 (Beau Bassin and Petite Rivière)              | Alliance MMM-UN-MMSD                  | Gewählt    | General Population |
| Joseph Christian Leopold                                                      | Wahlkreis 21 (Rodrigues)                                   | Movement Rodriguais                   | Gewählt    | General Population |
| Louis Joseph von-Mally (auch Nicolas von-Mally)                               | Wahlkreis 21 (Rodrigues)                                   | Movement Rodriguais                   | Gewählt    | General Population |
| Marie Geneviève Stéphanie Anquetil (auch Stéphanie Anquetil)                  | Wahlkreis 16 (Vacoas and Floreal)                          | Alliance PTR-PMSD-MSM                 | Best Loser | General Population |
| Jean Francisco François                                                       | Wahlkreis 21 (Rodrigues)                                   | Organisation du Peuple de Rodrigues   | Best Loser | General Population |
| Marie Josique Radegonde                                                       | Wahlkreis 14 (Savanne and Black River)                     | Alliance MMM-UN-MMSD                  | Best Loser | General Population |
| Mohamud Raffick Sorefan                                                       | Wahlkreis 15 (La Caverne and Phoenix)                      | Alliance MMM-UN-MMSD                  | Best Loser | Muslim             |
| John Michael Tzoun Sao Yeung Sik Yuen (auch Michael Sik Yuen)                 | Wahlkreis 17 (Curepipe and Midlands)                       | Alliance PTR-PMSD-MSM                 | Best Loser | General Population |
| Ahmed Reza Goolam Mamode Issack (auch Reza Issack)                            | Wahlkreis 19 (Stanley and Rose Hill)                       | Alliance PTR-PMSD-MSM                 | Best Loser | Muslim             |
| Marie-Aurore Marie-Joyce Perraud                                              | Wahlkreis 4 (Port Louis North and Montagne Longue)         | Alliance PTR-PMSD-MSM                 | Best Loser | General Population |